# Ору-Верди (Санта-Катарина)
Ору-Верди (порт. Ouro Verde) — муниципалитет в Бразилии, входит в штат Санта-Катарина. Составная часть мезорегиона Запад штата Санта-Катарина. Входит в экономико-статистический микрорегион Шаншере. Население составляет 2067 человек на 2006 год. Занимает площадь 189,270 км². Плотность населения — 10,9 чел./км².

## Статистика
- Валовой внутренний продукт на 2003 составляет 43.587.434,00 реалов (данные: Бразильский институт географии и статистики).
- Валовой внутренний продукт на душу населения на 2003 составляет 19.830,50 реалов (данные: Бразильский институт географии и статистики).
- Индекс развития человеческого потенциала на 2000 составляет 0,792 (данные: Программа развития ООН).